# Liste des navires de l'United States Navy : M
Cet article contient la liste de tous les bateaux de la Marine des États-Unis dont le nom commence par la lettre M.

## M–Mai
- USS M-1 (SS-47)
- USS M. J. Scanlon (ID-3513)
- USS M. M. Davis (SP-314)
- USS M. W. Chapin (1856)
- USS Maartensdijk (ID-2497)
- USS Macabi (SS-375)
- USS Macaw (ASR-11)
- USS Macdonough (DD-9, DD-331, DD-351, DL-8/DLG-8/DDG-39)
- USS Macedonian (1810, 1836)
- USS Machias (PG-5, PG-161/PF-53, PF-72)
- USS Machigonne (SP-507, SP-1043)
- USS Machinist (AFDB-8)
- USS Mack (DE-358)
- USS MacKenzie (TB-17, DD-175, DD-614)
- USS Mackerel (SS-204, SST-1)
- USS Mackinac (1902, AVP-13/WAVP-371/WHEC-371)
- USS Mackinaw (1863)
- USS MacLeish (DD-220/AG-87)
- USS Macomb (DD-458/DMS-23)
- USS Macon (ZRS-5, CA-132, PG-204/PF-96)
- USS Macona (ID-3305)
- USS Madawaska (1865, ID-3011)
- USS Maddox (DD-168, DD-622, DD-731)
- USS Madera (APA-244)
- USS Madera County (LST-905)
- USS Madgie (1858)
- USS Madison (1812, 1832, DD-425)
- USS Madokawando (YT-180/YTB-180/YTM-180)
- USS Madrono (1884)
- USNS Maersk Peary (T-AOT-5296)
- USS Magdalena (YFB-54, YFB-687)
- USS Maggie (SP-1202)
- USS Maggie Baker (1863)
- USS Magistrate (SP-143)
- USS Magnet (SP-563, AM-260, YDG-9/ADG-9)
- USS Magnolia (1857, WAGL-231, WAGL-328/WLB-328)
- USS Magoffin (APA-199/LPA-199)
- USS Magothy (1895, AVP-45)
- USS Magpie (AMc-2, AM-418, AMS-25, AMCU-29/MHC-29)
- USS Mahackemo (YT-223/YTB-223)
- USS Mahan (DD-102/DM-7, DD-364, DLG-11/DDG-42, DDG-72)
- USS Mahanna (AG-8)
- USS Mahaska (1861, YN-36/YNT-4/YTB-730)
- USS Mahlon S. Tisdale (FFG-27)
- USS Mahnomen County (LST-912)
- USS Mahoa (YTB-519/YTM-519)
- USS Mahogany (YN-18/AN-23)
- USS Mahonese (1846)
- USCGC Mahoning (WYT-91)
- USS Mahoning County (LST-914)
- USS Mahopac (1863, AT-29/ATO-29, ATA-196)
- USS Mail (1862)
- USS Maine (ACR-1, BB-10, BB-69, SSBN-741)
- USS Mainstay (AM-261/MSF-261)

## Maj–Maq
- MV Maj. Bernard F. Fisher (T-AK-4396)
- MV Maj. Stephen W. Pless (AK-3007)
- USS Majaba (AG-43/IX-102)
- USS Majestic (1861, SP-3061)
- USS Major (DE-796)
- USS Major Wheeler (SP-3637)
- USS Makah (YTB-509/YTM-772)
- USS Makassar Strait (CVE-91/CVU-91)
- USS Makin Island (CVE-93, LHD-8)
- USS Malabar (AF-37)
- USS Malanao (AG-44)
- USS Malang (ID-2623)
- USS Malay (SP-735)
- USS Malek Adhel (1840)
- USS Mallard (AM-44/ASR-4, AMCU-30/MHC-30)
- USS Malone (PC-553)
- USS Maloy (DE-791/APD-83/EDE-791)
- USS Malvern (1860, SP-3055, IX-138, PC-580)
- USS Mamo (YT-325)
- USS Manada (YT-224/YTB-224)
- USS Manasquan (AG-36/WAG-273)
- USS Manatee (SP-51, AO-58)
- USS Manayunk (1864, YN-100/AN-81)
- USS Manchester (1812, CL-83, LCS-14)
- USS Manchineel (YN-73/AN-54)
- USS Manchuria (ID-1633)
- USS Mandan (YTB-794)
- USS Manderson Victory (AK-230)
- USS Mandeville (SP-2563)
- USS Mango (YN-19/AN-24)
- USCGC Mangrove (WAGL-232)
- USS Manhasset (YAG-8/AG-47/WIX-276)
- USS Manhattan (1863, WYT-95, YTB-779)
- USS Manila (1883)
- USS Manila Bay (ACV-61/CVE-61/CVU-61)
- USS Manileno (1887, IX-141)
- USS Manistee (YT-173/YTB-173, YTB-782)
- USS Manito II (SP-262)
- USS Manitou (1863)
- USS Manitowoc (PG-169/PF-61, LST-1180)
- USS Mankato (YN-40/YNT-8/YTB-734/YTM-734)
- USS Manley (TB-23, DD-74/AG-28/APD-1, DD-940)
- USS Manlove (DE-36)
- USS Manna Hata (ID-3396)
- USS Manners (DE-523)
- USS Mannert L. Abele (DD-733)
- USS Manning (1898, DE-199)
- USS Manokin (AOG-60)
- USS Manomet (AG-37)
- USS Mansfield (DD-728)
- USS Manta (ID-2036, SS-299/AGSS-299)
- USS Manteo (YTM-751)
- USS Manuwai (YTB-16)
- USS Manville (PC-581)
- USCGC Manzanita (WAGL-223)
- USS Mapiro (SS-376)
- USS Maple (1893, YN-20)
- USS Maquinna (YT-225/YTB-225)
- USS Maquoketa (AOG-51/T-AOG-51)

## Mar
- USS Marabout (AMc-50)
- USS Maratanza (1861, IX-200)
- USS Marathon (APA-200, PGM-89/PG-89)
- USS Marblehead (1861, PG-27/C-11, CL-12)
- USS Marcasite (PY-28)
- USS Marcellus (1879)
- USS Marchand (DE-249)
- USS Marcia (1861, 1919)
- USS Marcus (DD-321)
- USS Marcus Island (CVE-77/CVHE-77/AKV-27)
- USS Marengo (AK-194)
- USS Marfa (PCE-842/PCE(R)-842)
- USS Margaret (SP-328, SP-524, SP-527, SP-531, ID-2510)
- USS Margaret and Jessie (1863)
- USS Margaret and Rebecca (1864)
- USS Margaret Anderson (SP-1203)
- USS Margaret Scott (1861)
- USS Margin (SP-2119)
- USS Margo (SP-870)
- USS Marguerite (SP-193)
- USS Marguerite II (SP-892)
- USS Maria (1864)
- USS Maria A. Wood (1861)
- USS Maria Denning (1858)
- USS Maria J. Carlton (1861)
- USS Maria Theresa (1861)
- USS Mariana (ID-3944)
- USS Mariano G. Vallejo (SSBN-658)
- USS Marias (AO-57/T-AO-57)
- USS Marica (ID-4031)
- USS Maricopa (AT-146/ATR-90/ATA-146, APA-245)
- USS Maricopa County (LST-938)
- USS Marie (SP-100, SP-1260)
- USS Marietta (1803, 1864, PG-15, YN-101/AN-82)
- USS Marigold (1863, WAGL-235)
- USS Marija (SP-413)
- USS Marin (YN-53/YNT-21, YTB-753)
- USNS Marine Adder (T-AP-193)
- USNS Marine Carp (T-AP-199)
- USNS Marine Fiddler (T-AK-267)
- USNS Marine Jupiter (T-AP-200)
- USNS Marine Lynx (T-AP-194)
- USNS Marine Marlin (T-AP-201)
- USNS Marine Phoenix (T-AP-195)
- USNS Marine Serpent (T-AP-202)
- USS Mariner (SP-1136, 1906)
- USS Marinette (YTB-791)
- USS Marinette County (LST-953)
- USS Marion (1839)
- USS Marion County (LST-975)
- USS Mariveles (1898, IX-197)
- USS Marjorie M. (SP-1080)
- USS Mark (AG-143/AKL-12)
- USS Markab (AK-31/AD-21/AR-23)
- USS Marl (IX-160)
- USS Marlboro (APB-38)
- USS Marlin (SS-205, SST-2)
- USS Marmora (1862, IX-189)
- USS Marne (ID-3929)
- USS Marnell (PYc-39)
- USS Marold (SP-737)
- USS Marpessa (SP-787)
- USS Marquette (AKA-95)
- USS Mars (1798, AC-6, AR-16, AFS-1/T-AFS-1)
- USS Marsh (DE-699)
- USS Marshall (DD-676)
- USNS Marshfield (T-AK-282)
- USS Martha Washington (ID-3019)
- USS Martha's Vineyard (IX-97)
- USS Martin (1864, DE-30)
- USS Martin H. Ray (DE-338)
- USS Martinez (PCC-1244)
- USS Marts (DE-174)
- USS Marvel (AM-262/MSF-262)
- USS Marvin H. McIntyre (APA-129)
- USS Marvin Shields (DE-1066/FF-1066)
- USS Mary (SP-462)
- USS Mary Alice (SP-397)
- USS Mary and Betty (1861)
- USS Mary Ann (1864)
- USS Mary B. Garner (SP-682)
- USS Mary Frances (1861)
- USS Mary Linda (1864)
- USS Mary Louise (SP-356)
- USS Mary M (SP-3274)
- USS Mary Pope (SP-291)
- USS Mary Sanford (1862)
- USNS Mary Sears (T-AGS-65)
- USS Maryland (1799, ACR-8, BB-46, SSBN-738)
- USS Marysville (PCE(R)-857/EPCE(R)-857)

## Mas–Maz
- USS Masbate (ARG-15)
- USS Mascoma (AO-83/T-AO-83)
- USS Mascoutah (YTB-772/YTM-760)
- USS Mason (DD-191, DE-529, DDG-87)
- USS Mason L. Weems (IX-124)
- USS Massachusetts (1791, 1845, 1860, 1869, BB-2, ID-1255, BB-54, BB-59)
- USS Massasoit (1863, YT-15, YT-131/YTM-131)
- USS Massapequa (YTB-807)
- USS Massey (DD-778)
- USS Mastic (AN-46/YN-65)
- USS Mataco (AT-86/ATF-86)
- USS Matagorda (AVP-22/AG-122/WAVP-373/WHEC-373)
- USS Matanikau (CVE-101/CVU-101/AKV-36)
- USS Matanzas (AVP-46)
- USS Matar (AK-119)
- USS Matchless (1859)
- USS Mathews (AKA-96)
- USS Matinicus (AG-38/AK-52)
- USS Matsonia (ID-1589)
- USS Mattabesett (1864)
- USS Mattabesset (AOG-52)
- USS Mattaponi (AO-41/T-AO-41)
- USNS Matthew Perry (T-AKE-9)
- USS Matthew Vassar (1861)
- USS Mattole (AO-17)
- USS Matunak (YTB-548/YTM-548)
- USS Mauban (1900)
- USS Maud (SP-1009)
- USS Maui (ID-1514, ARG-8)
- USS Maumee (1864, AO-2/AG-124, T-AO-149/T-AOT-149, ID-1339)
- USS Mauna Kea (AE-22)
- USS Mauna Loa (SP-28, AE-8)
- USS Maurice J. Manuel (DE-351)
- USS Maurice River (LSM(R)-514)
- USS Maury (DD-100/DM-5, DD-401, AGS-16, T-AGS-39, T-AGS-66)
- USS Mauvila (YT-328/YTB-328/YTM-328)
- USS Mawkaw (YT-182/YTB-182/YTM-182)
- USS May (SP-164)
- USS Mayfield (PC-1196)
- USS Mayfield Victory (AK-232)
- USS Mayflower (1866, PY-1, 1897)
- USS Maynard (PC-780)
- USS Mayo (DD-422)
- USS Mayrant (DD-31, DD-402)
- USS Maysie (SP-930)
- USS Mazama (AE-9)
- USS Mazapeta (YT-181/YTB-181/YTM-181)

## Mc–Mem
- USS McAnn (DE-73, DE-179)
- USS McCaffery (DD-860/DDE-860)
- USS McCall (DD-28, DD-400)
- USS McCalla (DD-253, DD-488)
- USS McCampbell (DDG-85)
- USS McCandless (DE-1084/FF-1084/FFT-1084)
- USS McCawley (DD-276, AP-10/APA-4)
- USS McClelland (DE-750)
- USS McCloy (DE-1038/FF-1038)
- USS McClure (AVG-45/ACV-45)
- USS McClusky (FFG-41)
- USS McConnell (DE-163)
- USS McCook (DD-252, DD-496/DMS-36)
- USS McCord (DD-534)
- USS McCormick (DD-223/AG-118)
- USS McCoy Reynolds (DE-440)
- USS McCracken (APA-198)
- USS McCulloch (1897, WAVP-386/WHEC-386)
- USS McDermut (DD-262, DD-677)
- USS McDougal (DD-54, DD-358/AG-126)
- USS McDougall (SP-3717)
- USS McFarland (DD-237/AVD-14/APD-26)
- USS McFaul (DDG-74)
- USS McGinty (DE-365)
- USS McGowan (DD-678)
- USS McInerney (FFG-8)
- USS McKean (DD-90/APD-5, DD-784)
- USS McKee (TB-18, DD-87, DD-575, AS-41)
- USS McKeever Bros. (SP-683)
- USS McLanahan (DD-264, DD-615)
- USCGC McLane (WSC-146)
- USS McLennan (APA-246)
- USS McMinnville (PCS-1401)
- USS McMorris (DE-1036)
- USS McNair (DD-679)
- USS McNulty (DE-581)
- USS Me-Too (SP-155)
- USS Meade (DD-274, DD-602)
- USS Meadowlark (AMS-196/MSC-196)
- USS Measure (AM-263)
- USS Mechanic (1861)
- USS Mechanicsburg (PC-779)
- USS Mecklenburg (APA-247)
- USS Mecosta (YT-392/YTB-392/YTM-392, YTB-818)
- USS Medea (AKA-31)
- USS Medera (APA-244)
- USNS Medgar Evers (T-AKE-13)
- USS Media (AK-83)
- USS Mediator (1826)
- USS Medina (PC-1209)
- USS Medregal (SS-480/AGSS-480)
- USS Medrick (PCS-1464/AMc-203, AM-369, AMCU-31)
- USS Medusa (1869, AR-1)
- USS Meeker County (LST-980)
- USS Megara (ARV(A)-6/ARVA-6)
- USS Megrez (AK-126)
- USS Mellena (AKA-32)
- USS Mellette (APA-156)
- USS Melucta (AK-131)
- USS Melville (AD-2, T-AGOR-14)
- USS Melvin (DD-335, DD-680)
- USS Melvin R. Nawman (DE-416)
- USS Memorable (AMc-89)
- USS Memphis (1853, 1862, ACR-10/CA-10, CL-13, T-AO-162, SSN-691)

## Men–Mey
- USS Menard (APA-201)
- USS Menasha (YTB-773)
- USS Menatonon (YT-254/YTB-254)
- USS Mender (ARS(D)-2)
- USS Mendocino (APA-100)
- USNS Mendonca (T-AKR-303)
- USS Mendota (1863, YT-33)
- USS Menelaus (ARL-13)
- USS Menemsha (AG-39/WAG-274)
- USS Menewa (YN-34/YNT-2)
- USS Menges (DE-320)
- USS Menhaden (SP-847, SS-377)
- USS Menifee (APA-202)
- USS Menkar (AK-123)
- USS Menominee (AT-73/ATF-73, YTB-790, YT-807)
- USS Menoquet (YT-256/YTB-256)
- USS Mentor (PYc-37)
- USS Merak (1918, AF-21)
- USS Merapi (AF-38)
- USS Merauke (ID-2498)
- USS Mercedes (YT-108)
- USS Mercedita (1861)
- USS Mercer (ID-3837, APB-39/IX-502)
- USS Merchant (SP-2313)
- USS Mercurius (ID-2516)
- USS Mercury (1776, 1781, 1807, ID-3012, AK-42/AKS-20, T-AGM-21, T-AKR-10)
- USS Mercy (ID-1305/AH-4, APH-2, AH-8, T-AH-19)
- USS Merdick (AM-369)
- USS Meredith (DD-165, DD-434, DD-726, DD-890)
- USS Meredosia (1865, IX-193)
- USS Merganser (AM-135, AM-405, AMS-26/AMCU-47/MHC-47)
- USS Merit (AMc-90)
- USS Merito (SP-279)
- USS Meriwether (APA-203)
- MV Merlin (AK-323)
- USS Mero (SS-378)
- USS Merrick (AKA-97/LKA-97)
- USS Merrill (DE-392, DD-976)
- USS Merrimac (1864, 1898)
- USS Merrimack (1798, 1855, AO-37, AO-179)
- USS Mertz (DD-691)
- USS Mervine (DD-322, DD-489/DMS-31)
- USS Mesa Verde (LPD-19)
- USS Messenger (1861)
- USS Metacom (YN-51/YNT-19/YTM-740, YTB-829)
- USS Metacomet (1854, 1863)
- USS Metcalf (DD-595)
- USS Metea (YN-41/YNT-9)
- USS Meteor (1861, 1863, T-AKR-9)
- USS Metha Nelson (IX-74)
- USS Method (AM-264/MSF-264)
- USS Metinic (YFB-49)
- USS Metivier (DE-582)
- USS Metomkin (AVP-47, AG-136/AKL-7)
- USS Metropolis (PCC-589)
- USS Mettawee (AOG-17)
- USS Metuchen (PC-781)
- USS Mexican (ID-1655)
- USS Meyer (DD-279)
- USS Meyerkord (DE-1058/FF-1058)

## Mia–Min
- USS Miami (1861, CL-89, SSN-755)
- USS Miantonomah (CMc-5/CM-10, ACM-13/MMA-13)
- USS Miantonomoh (1863, BM-5)
- USS Michael Monsoor (DDG-1001)
- USS Michael Murphy (DDG-112)
- USNS Michelson (T-AGS-23)
- USS Michigame (AOG-65)
- USS Michigan (1843, BB-27, SSBN-727/SSGN-727)
- USS Micka (DE-176)
- USS Midas (ARB-5)
- USS Middlesex (1912)
- USS Middlesex County (LST-983)
- USS Midge (1822)
- USS Midland (AK-195)
- USS Midnight (1861, IX-149)
- USS Midnight Sun (YP-96)
- USS Midway (AG-41, ACV-63/CVE-63, CVB-41)
- USS Mifflin (APA-207)
- USS Migadan (YTB-549/YTM-549)
- USS Might (PG-94)
- USS Mignonette (1861)
- USS Migrant (IX-66)
- USS Mikanopy (YT-329)
- USS Mikawe (SP-309)
- USS Milan (YP-6)
- USNS Milford (T-AG-187)
- USS Milius (DDG-69)
- USS Millard County (LST-987)
- USS Milledgeville (PG-206/PF-98, PG-202/PF-94, PC-1263)
- USS Miller (DD-535, DE-1091/FF-1091)
- USS Millicoma (AO-73/T-AO-73/T-AOT-73)
- USNS Millinocket (JHSV-3)
- USS Mills (DE-383/DER-383)
- USS Milton Lewis (DE-772)
- USS Milwaukee (1864, C-21, CL-5, AOR-2, LCS-5)
- USS Mimac (YTB-507)
- USS Mimosa (YN-21/AN-26)
- USS Minah (AMc-204/AMCU-14/MHC-14, AM-370)
- USS Mindanao (1898, PG-48/PR-8, ARG-3)
- USS Minden (PC-1176)
- USS Mindoro (1899, YAG-15, CVE-120/AKV-20)
- USS Mineral County (LST-988)
- USS Minerva (1869, SP-425, ARL-47)
- USS Mingo (1862, SS-261)
- USS Mingoe (1863)
- USS Minidoka (AK-196)
- USS Minivet (AM-371, AMCU-32/MHC-32)
- USS Mink (IX-123)
- USS Minneapolis (C-13/CA-17, CA-36)
- USS Minneapolis-Saint Paul (SSN-708)
- USS Minnehaha (YT-271/YTM-271)
- USS Minnemac II (SP-202)
- USS Minneopa (SP-1701)
- USS Minnesota (1855, BB-22, SSN-783)
- USS Minnesotan (ID-4545)
- USS Minnetonka (1867, 1869)
- USS Minniska (YT-408/YTB-408/YTM-408)
- USS Minooka (YT-257/YTB-257)
- USS Minorca (1892)
- USS Minos (ARL-14)
- USS Minotaur (ARL-15)
- USS Mintaka (AK-94)

## Mir–Miz
- USS Mira (SP-118, AK-84)
- USS Miramar (SP-591, SP-672)
- USNS Mirfak (T-AK-271)
- USS Mirna (SP-1214)
- USS Mirth (AM-265/MSF-265)
- USS Mishawaka (YTB-764)
- USS Mispillion (AO-105/T-AO-105)
- USS Miss Anne II (SP-657)
- USS Miss Betsy (SP-151)
- USS Miss Toledo (SP-1711)
- USS Mission Bay (AVG-59/ACV-59/CVE-59/CVU-59)
- USS Mission Buenaventura (AO-111/T-AO-111, T-AOT-1012)
- USS Mission Capistrano (AO-112/T-AO-112/T-AG-162, T-AOT-5005)
- USS Mission Carmel (AO-113/T-AO-113)
- USS Mission De Pala (AO-114/T-AO-114/T-AGM-20)
- USS Mission Dolores (AO-115/T-AO-115)
- USS Mission Loreto (AO-116/T-AO-116)
- USS Mission Los Angeles (AO-117/T-AO-117)
- USS Mission Purisima (AO-118/T-AO-118)
- USS Mission San Antonio (AO-119/T-AO-119)
- USS Mission San Carlos (AO-120/T-AO-120)
- USS Mission San Diego (AO-121/T-AO-121)
- USS Mission San Fernando (AO-122/T-AO-122)
- USS Mission San Francisco (AO-123/T-AO-123)
- USS Mission San Gabriel (AO-124/T-AO-124)
- USS Mission San Jose (AO-125/T-AO-125)
- USS Mission San Juan (AO-126/T-AO-126)
- USS Mission San Luis Obispo (AO-127/T-AO-127)
- USS Mission San Luis Rey (AO-128/T-AO-128)
- USS Mission San Miguel (AO-129/T-AO-129)
- USS Mission San Rafael (AO-130/T-AO-130)
- USS Mission Santa Ana (AO-137/T-AO-137)
- USS Mission Santa Barbara (AO-131/T-AO-131)
- USS Mission Santa Clara (AO-132/T-AO-132)
- USS Mission Santa Cruz (AO-133/T-AO-133)
- USS Mission Santa Ynez (AO-134/T-AO-134/T-AOT-134)
- USS Mission Solano (AO-135/T-AO-135)
- USS Mission Soledad (AO-136/T-AO-136)
- USS Mississinewa (AO-59, AO-144/T-AO-144)
- USS Mississippi (1841, BB-23, BB-41/AG-128, DLGN-40/CGN-40, SSN-782)
- USS Missoula (ACR-13/CA-13, APA-211)
- USS Missouri (1841, 1863, BB-11, BB-63, SSN-780)
- USS Mist (1864, SP-567)
- USS Mistletoe (1861, 1872, WAGL-237)
- USS Mitchell (DE-43)
- USS Mitscher (DD-927/DL-2/DDG-35, DDG-57)
- USS Mizar (AF-12, YTM-759, T-AGOR-11/T-AK-272)
- USS Mizpah (PY-29)

## Moa–Mon
- USS Moale (DD-693)
- USS Moana Wave (AGOR-22)
- USS Moanahonga (YTB-258)
- USS Moberly (PF-63)
- USS Mobile (1853, ID-4030, CL-63, AKA-115/LKA-115)
- USS Mobile Bay (CG-53)
- USS Mobjack (AVP-27/AGP-7)
- USS Moccasin (1864, SS-5, ID-1322)
- USS Mockingbird (AMc-28, AMS-27/MSC(O)-27)
- USS Moctobi (AT-105/ATF-105)
- USS Modoc (1865, YT-16, WPG-46, WATA-194/WMEC-194)
- USS Moffett (DD-362)
- USS Mohave (AT-15)
- USS Mohawk (1814, 1853, YT-17, 1904, WPG-78, T-ATF-170)
- USS Mohican (1859, 1883, SP-117)
- USS Mohongo (1864)
- USS Moinester (DE-1097/FF-1097/FFT-1097)
- USS Moko Holo Hele (YFB-87)
- USS Molala (AT-106/ATF-106)
- USS Moldegaard (ID-4321)
- USS Momo (SP-49)
- USS Momsen (DDG-92)
- USS Mona II (1918)
- USS Mona Island (ARG-9)
- USS Monadnock (1864, BM-3, CMc-4/CM-9/ACM-10, ACM-14/MMA-14)
- USS Monaghan (DD-32, DD-354)
- USS Monarch (1862)
- USS Mondamin (1864)
- USS Mongolia (ID-1615)
- USS Monhegan (YFB-18)
- USS Monitor (1862, AN-1/AP-160/LSV-5/MCS-5)
- USS Monmouth County (LST-1032)
- USS Monob One (YAG-61)
- USS Monocacy (1864, SP-1116, PG-20/PR-2)
- USS Monomoy (AG-40/WAG-275/WPC-275)
- USS Monongahela (1862, AO-42/T-AO-42, AO-178)
- USS Monroe County (LST-1038)
- USS Monrovia (AP-64/APA-31)
- USS Monsoon (PC-4/WPC-4)
- USS Monssen (DD-436, DD-798)
- USS Montague (AKA-98)
- USS Montana (ACR-13, BB-51, BB-67)
- USS Montanan (1913)
- USS Montauk (1862, SP-392, SP-1213, AN-2/AP-161/LSV-6)
- USS Montcalm (AT-39/ATO-39)
- USS Montclair (ID-3497)
- USS Monterey (1863, BM-6, CV-26/CVL-26/AVT-2, CG-61)
- USS Montezuma (1798, 1861, YT-145/YTB-145/YTM-145)
- USNS Montford Point (T-MLP-1)
- USS Montgomery (1776, 1813, 1861, C-9, DD-121/DM-17, LCS-8)
- USS Montgomery County (LST-1041)
- USS Monticello (1859, AP-61, LSD-35)
- USS Montoso (1911)
- USS Montour (APA-101)
- USS Montpelier (1917, CL-57, SSN-765)
- USS Montrose (APA-212/LPA-212)

## Moo–Mou
- USS Moodna (1862)
- USS Moody (DD-277)
- USS Moonstone (PYc-9)
- USS Moore (DE-240)
- USS Moorsom (DE-522)
- USS Moosbrugger (DD-980)
- USS Moose (1863, IX-124)
- USS Moosehead (ID-2047, YW-56/IX-98)
- USS Moratoc (YTB-704/YTM-704)
- USS Moray (SS-300/AGSS-300)
- USS Moreno (AT-87/ATF-87)
- USS Morgan County (LST-1048/T-LST-1048)
- USS Morning Light (1853)
- USRC Morrill (1889)
- USS Morris (1778, 1779, 1846a, 1846b, TB-14, DD-271, DD-417, PC-1179)
- USS Morrison (DD-560)
- USS Morristown (ID-3580)
- USS Morse (1861)
- USS Morton (DD-948)
- USS Mosholu (1867)
- USS Mosley (DE-321)
- USS Mosopelea (AT-158/ATF-158)
- USS Mosquito (1775, 1822)
- USS Mosser Bay (CVE-114)
- USS Motive (AM-102/MSF-102)
- USS Mound City (1862)
- USS Mounsey (DE-524)
- USS Mount Baker (AE-4, AE-34/T-AE-34)
- USS Mount Hood (AE-11, AE-29)
- USS Mount Katmai (AE-16)
- USS Mount McKinley (AGC-7/LCC-7)
- USS Mount Olympus (AGC-8)
- USS Mount Shasta (ID-1822)
- USS Mount Vernon (1859, ID-4508, AP-22, LSD-39, T-AOT-3009)
- USS Mount Washington (1846, T-AOT-5076)
- USS Mount Whitney (LCC-20)
- USS Mountrail (APA-213/LPA-213)

## Mu–My
- USS Mugford (DD-105, DD-389)
- USS Muir (DE-770)
- USS Muir Woods (AO-139/T-AO-139)
- USS Mulberry (YN-22/AN-27)
- USS Muliphen (AKA-61/LKA-61)
- USS Mullany (DD-325, DD-528, DD-640)
- USS Mullinnix (DD-944)
- USS Munaires (ID-2197)
- USS Munalbro (1916)
- USS Munargo (AP-20)
- USS Munda (CVE-104/CVU-104)
- USS Mundelta (ID-1301)
- USS Munindies (ID-2093)
- USS Munising (PC-1228)
- USS Munplace (ID-2346)
- USS Munrio (ID-2054)
- USS Munsee (AT-107/ATF-107)
- USS Munsomo (ID-1607)
- USS Munwood (ID-4460)
- USS Murphy (DD-603)
- USS Murray (SP-1438, DD-97/DM-2, DD-576/DDE-576)
- USS Murrelet (AM-372/MSF-372)
- USS Murzim (AK-95)
- USS Musadora (1864)
- USS Muscatine (ID-2226, AK-197)
- USNS Muscle Shoals (T-AGM-19)
- USS Muscotah (YT-33)
- USS Muscoota (1864)
- USS Music (SP-1288)
- USS Muskallunge (SS-262)
- USS Muskeget (YAG-9/AG-48/WAG-48)
- USS Muskegon (PG-132/PF-24, YTB-763)
- USS Muskingum (AK-198/T-AK-198)
- USS Muskogee (PG-157/PF-49)
- USS Mustang (SP-36, IX-155)
- USS Mustin (DD-413, DDG-89)
- USS Myers (DE-595/APD-105)
- USS Myles C. Fox (DD-829/DDR-829, DE-546)
- USS Myrmidon (ARL-16)
- USS Myrtle (1862, 1872, SP-3289, WAGL-263)
- USS Mystery (SP-428, SP-2744, SP-16)
- USS Mystic (1853, DSRV-1)